# 経済産業事務次官
経済産業事務次官（けいざいさんぎょうじむじかん）は、国家公務員における官職及び役職の一つである。経済産業省事務方のトップ。中央省庁再編前の通商産業省時代は通商産業事務次官（つうしょうさんぎょうじむじかん）。略称は経産次官、通産次官。
以下、戦後の通商産業次官・通商産業事務次官から経済産業事務次官就任者まで記載。山本高行の任期中より通商産業事務次官に改称。同様に広瀬勝貞の任期中の2001年1月に省庁再編で通商産業事務次官から経済産業事務次官に改称した。

## 歴代経済産業事務次官
事務次官等の一覧#経済産業事務次官も参照。
| 氏名       | 前職                 | 在任            | 退職後の役職 |
| ---------- | -------------------- | --------------- | --- |
| 山本高行   | 商工省総務局長       | 1949年 - 1952年 | 富士製鐵副社長 |
| 玉置敬三   | 通商機械局長         | 1952年 - 1953年 | 東芝社長・会長 |
| 平井富三郎 | 経済審議庁次長       | 1953年 - 1955年 | 八幡製鐵社長 |
| 石原武夫   | 経済企画庁次長       | 1955年 - 1957年 | 東京電力副社長 |
| 上野幸七   | 経済企画庁次長       | 1957年 - 1960年 | 関西電力副社長 |
| 徳永久次   | 経済企画事務次官     | 1960年 - 1961年 | 石油公団総裁、新日本製鐵副社長 |
| 松尾金蔵   | 企業局長             | 1961年 - 1963年 | 日本鋼管副社長・会長 |
| 今井善衛   | 特許庁長官           | 1963年 - 1964年 | 日本石油化学社長 |
| 佐橋滋     | 特許庁長官           | 1964年 - 1966年 | 余暇開発センター理事長 |
| 山本重信   | 中小企業庁長官       | 1966年 - 1968年 | トヨタ副社長・会長、日野自動車会長 |
| 熊谷典文   | 企業局長             | 1968年 - 1969年 | 住友金属工業社長・会長、産業公害防止協会会長 |
| 大滋弥嘉久 | 企業局長             | 1969年 - 1971年 | アラビア石油社長・会長 |
| 両角良彦   | 企業局長             | 1971年 - 1973年 | 電源開発総裁、日本銀行政策委員会委員 |
| 山下英明   | 企業局長             | 1973年 - 1974年 | 三井物産副社長・副会長 |
| 小松勇五郎 | 産業政策局長         | 1974年 - 1976年 | 神戸製鋼副社長・会長 |
| 和田敏信   | 産業政策局長         | 1976年 - 1978年 | 石油公団総裁、石油資源開発社長・会長 |
| 濃野滋     | 産業政策局長         | 1978年 - 1980年 | 川崎製鉄副社長・副会長 |
| 矢野俊比古 | 産業政策局長         | 1980年 - 1981年 | 参議院議員 |
| 藤原一郎   | 通商政策局長         | 1981年 - 1982年 | 電源開発社長 |
| 杉山和男   | 産業政策局長         | 1982年 - 1984年 | 電源開発社長、新日本製鐵副社長 |
| 小長啓一   | 産業政策局長         | 1984年 - 1986年 | アラビア石油社長・AOCホールディングス相談役 |
| 福川伸次   | 産業政策局長         | 1986年 - 1988年 | 神戸製鋼副社長・副会長、電通総研社長 |
| 杉山弘     | 産業政策局長         | 1988年 - 1989年 | 住友金属工業副社長 |
| 児玉幸治   | 産業政策局長         | 1989年 - 1991年 | 商工組合中央金庫理事長 |
| 棚橋祐治   | 産業政策局長         | 1991年 - 1993年 | 石油資源開発社長・会長 |
| 熊野英昭   | 産業政策局長         | 1993年 - 1995年 | 東京中小企業投資育成社長 |
| 堤富男     | 産業政策局長         | 1995年 - 1996年 | 中小企業金融公庫総裁、（社）世界貿易センター（東京）理事長 |
| 牧野力     | 産業政策局長         | 1996年 - 1997年 | 新エネルギー・産業技術総合開発機構理事長、日本情報処理開発協会会長 |
| 渡辺修     | 産業政策局長         | 1997年 - 1999年 | 日本生命特別顧問、日本貿易振興機構理事長、石油資源開発社長・会長 |
| 広瀬勝貞   | 機械情報産業局長     | 1999年 - 2002年 | 元大分県知事 |
| 村田成二   | 経済産業政策局長     | 2002年 - 2004年 | 日本生命特別顧問、新エネルギー・産業技術総合開発機構理事長 |
| 杉山秀二   | 経済産業政策局長     | 2004年 - 2006年 | 商工組合中央金庫副社長・社長、損保ジャパン顧問 |
| 北畑隆生   | 経済産業政策局長     | 2006年 - 2008年 | 神戸製鋼取締役会議長、学校法人三田学園理事長、三田学園中・高学校長、開志専門職大学学長、世界平和研究所副理事長、事業創造大学院大学客員教授、日本生命特別顧問、丸紅監査役、日本ニュービジネス協議会連合会特別顧問 |
| 望月晴文   | 資源エネルギー庁長官 | 2008年 - 2010年 | 内閣官房参与、日本生命特別顧問、東京中小企業投資育成社長、日立製作所取締役会議長、伊藤忠商事監査役、矢崎総業顧問                                                                                                 |
| 松永和夫   | 経済産業政策局長     | 2010年 - 2011年 | 一橋大学特任教授、損保ジャパン顧問、高砂熱学工業取締役、住友商事取締役、ソニー取締役、中東協力センター理事長 |
| 安達健祐   | 経済産業政策局長     | 2011年 - 2013年 | 日本生命特別顧問、旭化成取締役、東洋エンジニアリング取締役、商工組合中央金庫社長 |
| 立岡恒良   | 大臣官房長           | 2013年 - 2015年 | ニトリホールディングス取締役、日本生命特別顧問、旭化成取締役 TOKAIホールディングス顧問、NTTデータ経営研究所顧問、レイヤーズ・コンサルティング顧問、三菱商事取締役                                                |
| 菅原郁郎   | 経済産業政策局長     | 2015年 - 2017年 | 内閣官房参与、特定非営利活動法人ビュー・コミュニケーションズ理事長、トヨタ自動車取締役、国立大学法人一橋大学理事                                                                                                 |
| 嶋田隆     | 通商政策局長         | 2017年 - 2019年 | 原子力損害賠償・廃炉等支援機構特別顧問、内閣総理大臣秘書官 |
| 安藤久佳   | 中小企業庁長官       | 2019年 - 2021年 | 東京中小企業投資育成社長 |
| 多田明弘   | 大臣官房長           | 2021年 - 2023年 | 日本生命保険特別顧問、三井住友信託銀行株式会社顧問、株式会社ライフコーポレーション取締役 |
| 飯田祐二   | 経済産業政策局長     | 2023年 - 2025年 | 内閣官房参与 |
| 藤木俊光   | 経済産業政策局長     | 2025年 - 現職   | |

## 参照
- 「通商産業省名鑑」（時評社, 各年度版）
- 「経済産業省名鑑」（時評社, 各年度版）
- 「通産ハンドブック」（商工会館, 各年度版）
- 「日本官僚制総合事典 1868-2000」（秦郁彦, 東京大学出版会, 2001年）
- 「官報掲載人事異動辞令」